# جون سلاتر (رجل أعمال)
جون سلاتر (بالإنجليزية: John Slater)‏ هو شخصية أعمال أمريكي، ولد في 25 ديسمبر 1776، وتوفي في 1843.